# Narkotikaprekursorer
Narkotikaprekursorer är enligt 9 § Narkotikastrafflagen definierade som ämnen som kan användas vid framställning av narkotika och som är förtecknade enligt Europaparlamentets och rådets förordning (EG) nr 273/2004 den 11 februari 2004 om narkotikaprekursorer eller rådets förordning (EG) nr 111/2005 den 22 december 2004 om regler för övervakning av handeln med narkotikaprekursorer mellan gemenskapen och tredjeländer.
Den som befattar sig med narkotikaprekursorer kan dömas för brott till fängelse dock högst två år enligt 3a § Narkotikastrafflagen.

## Fotnoter
1. ↑  9 § Narkotikastrafflagen (1968:64)
2. ↑  Europaparlamentets och rådets förordning (EG) nr 273/2004
3. ↑  Rådets förordning (EG) nr 111/2005 av den 22 december 2004
4. ↑  Proposition 2005/06:42 Olovlig befattning med narkotikaprekursorer
 http://www.riksdagen.se/Webbnav/index.aspx?nid=37&dok_id=GT0342
5. ↑  3a § Narkotikastrafflagen (1968:64)